# St. Kilian
St. Kilian, Sankt Kilian – dzielnica miasta Schleusingen w Niemczech, w kraju związkowym Turyngia w powiecie Hildburghausen. Do 5 lipca 2018 samodzielna gmina.
Od 31 grudnia 2012 do 5 lipca 2018 niektóre zadania administracyjne gminy realizowane były przez miasto Schleusingen, które pełniło rolę "gminy realizującej" (niem. "erfüllende Gemeinde").